# Karim Dridi
Karim Dridi (àrab: كريم دريدي, Karīm Drīdī; Tunis, 9 de gener de 1961) és un director de cinema, guionista i productor de cinema franco-tunisià.

## Biografia
Nascut a Tunis de pare tunisià i mare francesa, Karim Dridi va fer els seus primers curtmetratges de petit. Es tracta de Zoé la boxeuse, presentada en diversos festivals com el Festival de Curtmetratges a l'Aire Lliure de Grenoble, on va guanyar un premi, que el va fer destacar.
El 1995, va dirigir els seus dos primers llargmetratges, Pigalle, en competició a la 51a Mostra Internacional de Cinema de Venècia, i Bye Bye, seleccionada a la secció Un certain regard al 48è Festival Internacional de Cinema de Canes, on va rebre el premi de la joventut.
Després d'un documental sobre Johannesburg, Impression d'Afrique… du Sud, el 1996, i un altre sobre Ken Loach, l'any següent, va rodar Cuba Féliz, road movie musical seleccionat a la Quinzena de Cineastes a Canes.
El 2003, va filmar Fureur, en selecció al 53è Festival Internacional de Cinema de Berlín. El 2007, va dirigir i produir Khamsa, seleccionat al Festival Internacional de Cinema de Locarno.
Dirigeix Marion Cotillard i Guillaume Canet a L'últim vol, rodada al desert del Sàhara el 2009.
El 2013 va dirigir i produir el documental Quatuor Galilée, primer premi a Medimed, el mercat documental mediterrani de Sitges, el 2014.
El seu llargmetratge Chouf, rodat durant l'estiu de 2015 als Quartiers Nòrd de Marsella, es va estrenar l'octubre de 2016. Seleccionat al festival de Canes, Chouf va assolir un gran èxit i va vendre 260.000 entrades.
Entre 2018 i 2020, va dirigir amb Julien Gaertner el documental Hakawati, les derniers conteurs, road movie que segueix dos titellaires a Palestina.

## Filmografia

### Llargmetratges
- 1995: Pigalle
- 1995: Bye Bye
- 1998: Hors jeu
- 2000: Cuba Féliz
- 2003: Fureur
- 2008: Khamsa — també productor
- 2009: L'últim vol
- 2015: Chouf — en coproducció amb 3B Productions[10]
- 2024: Revivre
- 2024: Fainéant.e.s

### Curtmetratges
- 1985: Mains de…
- 1987: Dans le sac
- 1988: La Danse de Saba
- 1989: New-rêve
- 1990: Jalousie
- 1992: Zoé la boxeuse
- 1992: Le Boxeur endormi
- 1996: Impression d'Afrique… du Sud

### Documentals
- 2014: Quatuor Galilée — també productor
- 2020: Hakawati, les derniers conteurs

### Televisió
- 1997: Cinéma, de notre temps, episodi Citizen Ken Loach
- 2005: Gris blanc

## Distincions
- 1992: Gran Premi al Festival de Curtmetratges a l'Aire Lliure de Grenoble, per Zoé la boxeuse
- 1994: nominació al Lleó d'Or a la millor pel·lícula al Festival de Cinema de Venècia, per Pigalle
- 1995: Premi Especial del Jurat al Festival Internacional de Cinema de Sotxi, per Pigalle
- 1995: Nominació a l'Alexandre d'Or a la millor pel·lícula al Festival Internacional de Cinema de Tessalònica, per Bye Bye
- 1995: Premi Juvenil al Festival de Cinema de Canes, per Bye Bye
- 1996: Nominació a César a la millor primera pel·lícula, per Pigalle
- 1998: nominació per al Pardo d'Oro al Festival Internacional de Cinema de Locarno, per Hors jeu
- 2003: Prix de la critique au Festival du cinéma d'amour et sentimental de Vérone, pour Fureur
- 2003: Premi de la Crítica al Festival de Cinema Amor i Sentimental de Verona, per Fureur
- 2003: nominació al Golden Kinnari al Festival Internacional de Cinema de Bangkok, per Fureur
- 2003: seleccionat en competició al Festival de Cinema de Berlín, per Fureur
- 2008: nominació per al Pardo d'Oro al Festival Internacional de Cinema de Locarno, per Khamsa
- 2014: Primer premi a Medimed, mercat documental mediterrani de Sitges, per Quatuor Galilée
- 2016: selecció Festival de Canes, per Chouf